# نظام التحكم بالطيران

نموذج لنظام التحكم بحركة الطائرة

نظام التحكم بطيران الطائرات التقليدية ذات الأجنحة الثابتة يتألف من أسطح توجيه الطائرة، مقبض التحكم الخاص في قمرة القيادة، أسلاك الربط، والآلية الميكانيكية اللازمة للتحكم بإتجاه الطائرة أثناء الرحلة. أيضا إن التحكم بسرعة محركات الطائرة يعتبر من نظام التحكم بالطيران.

## نظم التحكم بالطيران

### الميكانيكية

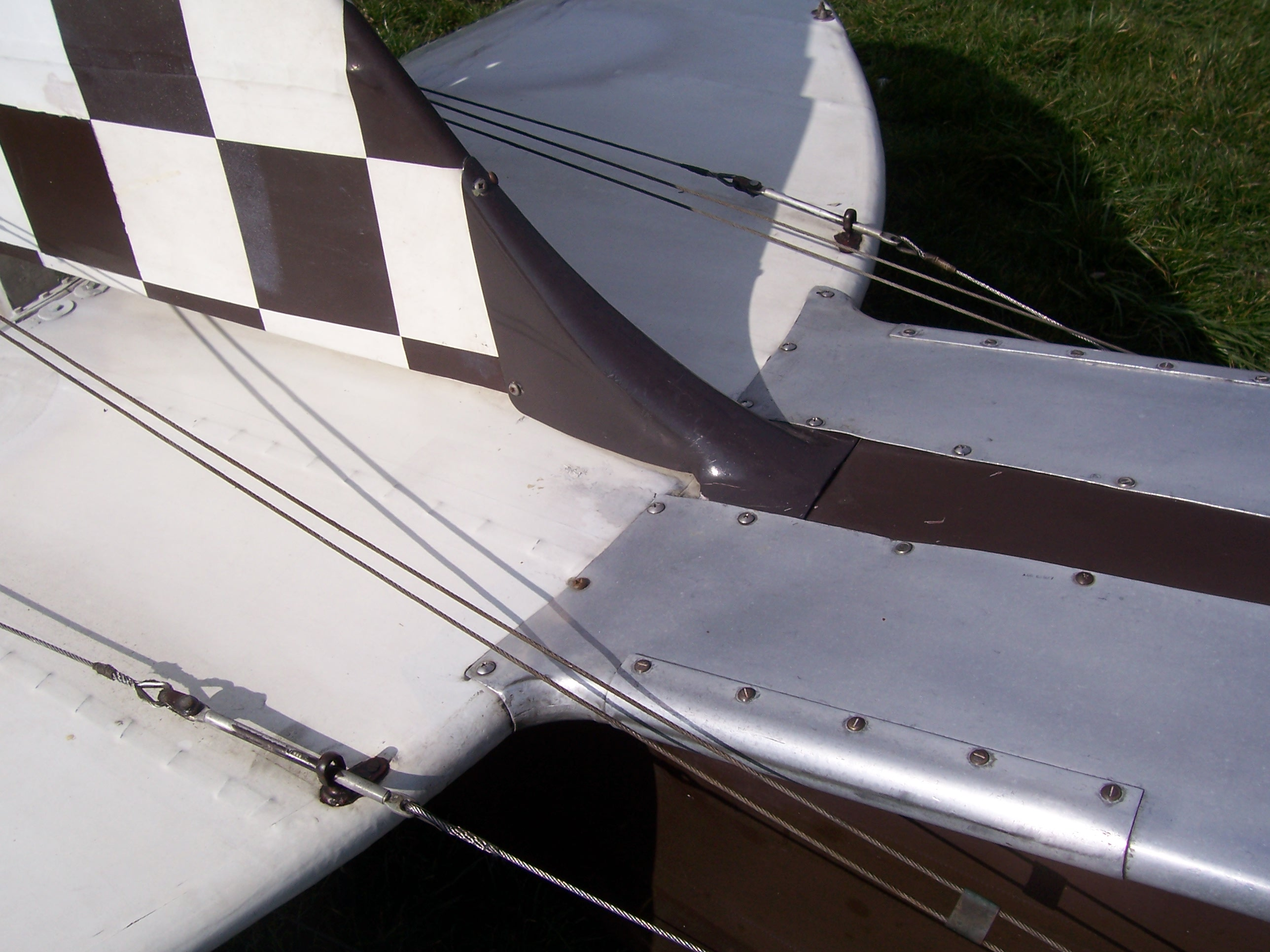
أسلاك نظامي التحكم بالارتفاع والتوجيه في الطائرات ذات السطحين دي هافيلاند تايغر موث

نظام التحكم الميكانيكي بالطيران هو أكثر النظم الأولية في التحكم بالطائرة. تم استخدامه منذ بدايات الطيران وحاليا يستخدم في الطائرات الصغيرة حيث أن القوى الهوائية لاتكون كبيرة جدًا.
إن نظام التحكم الميكانيكي بالطيران يستخدم مجموعة من الأجزاء الميكانيكية مثل قضبان الدفع، كابلات الشد،البكرات، الأثقال الموازنة وأحيانا سلاسل لنقل القوة المطبقة من قمرة القيادة مباشرة إلى أسطح التحكم.

### هيدرو-ميكانيكية
يملك نظام التحكم الهيدرو-ميكانيكي بالطيران جزأين اثنين هما:
- الدارة الميكانيكية التي تربط أوامر تحكم قمرة القيادة مع الدوائر الهيدروليكية
- الدارة الهيدروليكية التي تملك مضخات هيدروليكية، خزانات، مصافي، أنابيب، صمامات ومشغلات. تعمل المشغلات بالضغط الهيدروليكي المولد من المضخات في الدارة الهيدروليكية. تحول المشغلات الضغط الهيدروليكي إلى تحكم بحركة أسطح التوجيه.

#### أنظمة الهيدروليك
هي المسئولة عن تحريك أجزاء كبيرة من الطائرة، مثل: الذيل، عدة الهبوط، الفلابس...إلخ، سائل الهيدروليك هو عبارة عن زيت مخصوص للقوة ويتحمل درجات ضغط عاليه جدا دون أن يتبخر أو يسخن، لونه أحمر ورائحته نفاذة، وملمسه يلهب الأيدي، وحارق عند ملامسته للعيون أو الجلد الحساس. نظام الهيدروليك مقسم إلى أكثر من نظام، متعدد تحمل مسميات باختلاف أنواع الطائرات، وكل نظام منفصل تماما عن الآخر، ويغذي الأجزاء المتحركة (المضخات، والمحركات) أكثر من نظام للحماية في حال فشل أحد أنظمة الهيدروليك أو تعطل فيقوم النظام الآخر بأداء المهمة.

## مكونات نظام الهيدروليك

### مضخات مدارة بمحرك
(بالإنجليزية: Engine Driven Pump EDP)‏ يوجد على كل محرك مضخة توليد قوة هيدروليكية تقع أسفل المحرك، وعند بدء دوران المحرك تعمل هذه المضخة على توليد قوة هيدروليكية فورا وبالإمكان التحكم بها من خلال زر في قمرة القيادة لتشغيلها أو فصلها حسب الحاجة، وهذه المضخات لها حماية حرارية من خلال حساس حراري يقوم بإرسال إشارة تحذير إلى القمرة، وفي حال عدم تصرف الطيار يقوم بفصلها أليا عند وصول الحرارة داخل المضخة إلى 124°م درجه سليزيوس. وأيضا لهذه المضخات حماية ضغط من خلال قياس فارق الضغط "Differential Pressure".

### مضخات هيدروليكية تدار بالهواء
(بالإنجليزية: Air Driven Hydraulic Pump ADP)‏ وتوجد عادة أعلى المحرك، وتستخدم الهواء القادم من المحرك لتحريكها ومن ثم ضغط سائل الهيدروليك لتوليد الطاقة الهيدروليكية، ويتم التحكم بها من خلال زر موجود بقمرة القيادة في الطائرة، ولها نظام حماية للحرارة واختلاف الضغط وذلك لحمايتها من التلف حال حدوث أي خلل.

### مضخات هيدروليكية تدار كهربائيا
(بالإنجليزية: Electric Hydraulic Pumps)‏ وتوجد في مقصورة الآلات "HYD SERVICE Center" أو في صندوق العجلات، وهى عبارة عن محرك يدار بالكهرباء يحرك مضخة الهيدروليك فيولد قوه هيدروليكية ويتحكم بها من خلال أزرار في قمرة قيادة الطائرة، وله نظام حماية للحرارة وفرق الضغط مثل المضخات السابقة.

### عنفة هيدروليك الطوارئ
(بالإنجليزية: RAT ...Ram Air Turbine)‏ وتقع أسفل الجناح وتنزل للطوارئ، وهى عبارة عن مروحة كبيرة تدار بالهواء الطلق الذي يمر أسفل الجناح فيولد دورانها حركة ميكانيكية، تدير مضخة الهيدروليك فتولد الطاقة الهيدروليكية، وتستخدم عند فشل المضخات السابقة أو معظمها حسب حالة الطوارئ التي يقررها الطيار.

### خزانات حفظ زيت الهيدروليك
(بالإنجليزية: Hydraulic Reservoir)‏ تقع في صندوق العجلات وأماكن أخرى، ويوضع بها زيت الهيدروليك، ويجب أن لا ينقص عن معيار معين، كما يوجد حساس قياس "Quantity Transmitter" يرسل إشارة إلى عداد قياس الكمية في القمرة. أيضا يوجد عليه حساس للحرارة، وآخر لقياس الضغط تبعث إشاراتها إلى مصابيح التحذير وعداد قياس الضغط.

### المصفيات (الفلاتر)
(بالإنجليزية: Filters)‏ يوجد نوعين من الفلاتر بالنظام: الأول يقع بعد مضخة الضغط، والثاني فلتر الزيت الراجع "Case Drain Filter" وتقع قبل الخزان، وفائدة الفلاتر تنقية الزيت من الشوائب لحماية المضخات والمحركات وأيضا للاستدلال على صلاحية مضخات الهيدروليك، خاصة عند ارتفاع الحرارة والأعطال، فإذا وجدت برادة حديدية في الفلتر فذلك يدل على أن المضخات حدث لها عطل وتحللت بسبب الاحتكاك.